# آزادوار چنگی

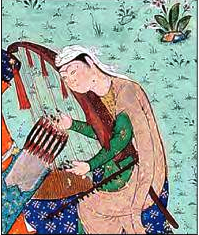
آزاده در حال نواختن چنگ، شاهنامه تهماسبی

آزادوار چنگی یا آزاد از موسیقی‌دانان به نام ایران در دوران پادشاهی شاهنشاه خسرو پرویز ساسانی و هم‌عصر دیگر موسیقی‌دانانی چون باربد و نکیسا بود که در نواختن چنگ شهرت داشت. در کتاب «تاریخ موسیقی ایران» وی از زنان معروف موسیقی‌دان عهد بهرام گور یاد شده‌ است. شهرت آزادوار تا به حدی است که هنرمندان و نگارگران ایرانی پس از اسلام نیز یاد او را در آثار هنری خود جاودان کردند، مانند قدح لعابدار رنگین با نگارهٔ بهرام گور و آزاده، از آثار سده هفتم هجری، و نظیر آن با نقاشی و زرّین از سده ششم هجری.

## شعر
در اشعار فارسی نیز نام آزادوار ذکر شده‌است:
| به پشت هیونی دمان بر نشست |  | ابا سرو آزاده چنگی به دست |